# Кале (цигани)

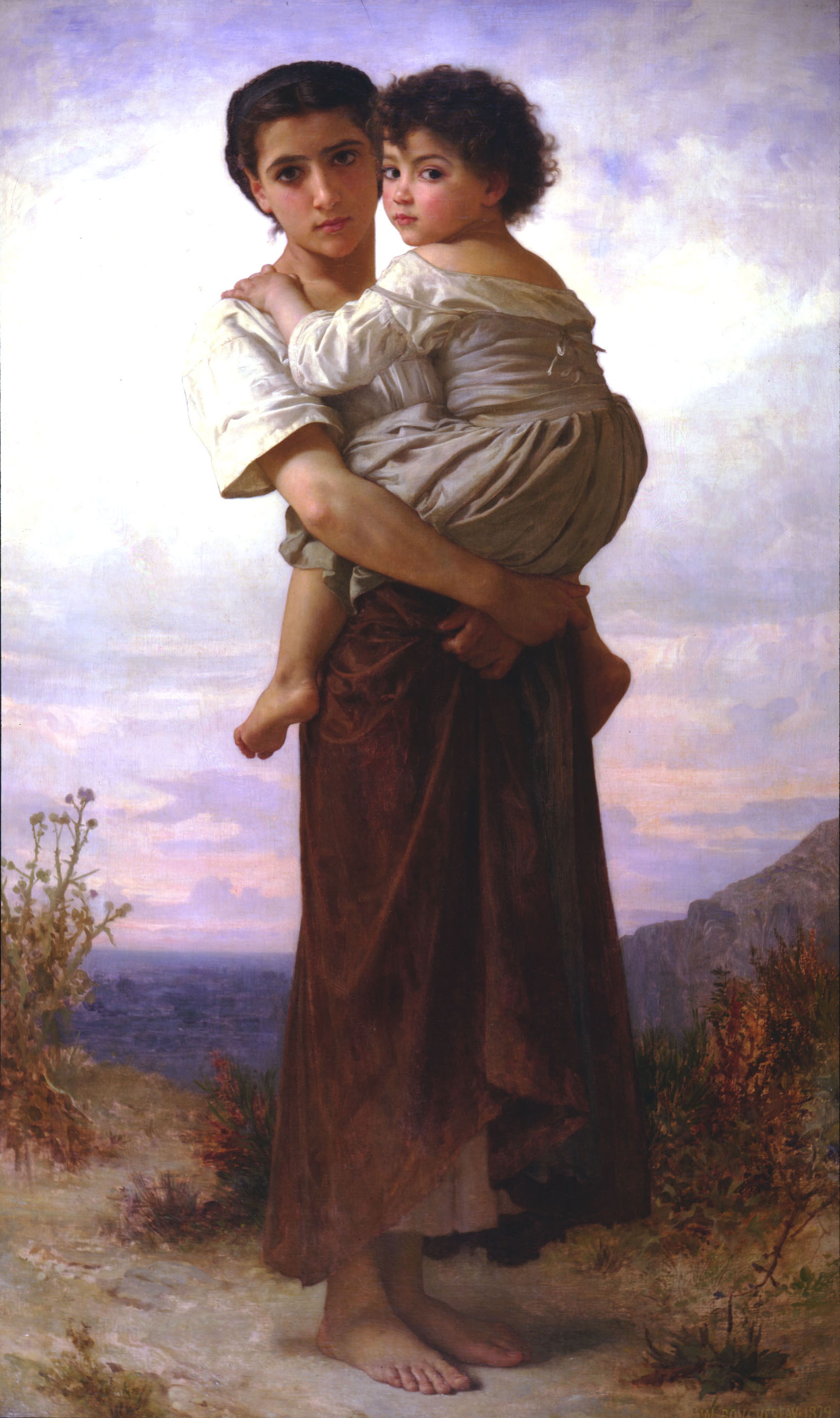
Молоді роми, картина Вільяма-Адольфа Бугро.

Роми в Іспанії, зазвичай відомі під ендонімом Кале або екзонімом Гітанос, належать до підгрупи іберійських ромів, відомої як Кале, з меншою популяцією в Португалії (відомий як сігануш) і в Південній Франції.
Їх почуття ідентичності та згуртованості походить від їхньої спільної системи цінностей, вираженої серед гітанос як leyes gitanas («циганські закони»).

Традиційно вони мають соціалізацію виключно в межах своїх патригруп, оскільки взаємодія між патригрупами підвищує ризик ворожнечі, яка може призвести до смертельних випадків.

Дані про етнічну приналежність в Іспанії не збираються, хоча у 2007 році громадське опитування Центру соціологічних досліджень підрахувало, що кількість Кале в Іспанії, ймовірно, становить близько мільйона.

## Назва
Термін gitano розвинувся від слова egiptano

(«єгиптянин»).
«Egiptano» був звичайним прикметником у давньоіспанській мові, однак у середньо- та сучасній іспанській мовах неправильний прикметник egipcio витіснив egiptano і означає єгипетський, ймовірно, щоб відрізнити єгиптян від циган.
Тим часом термін egiptano еволюціонував через елізію в egitano і, нарешті, в gitano, втративши значення єгипетського і несучи з собою специфічне значення ромів в Іспанії.
Зараз ці два народи чітко розрізняються в сучасній іспанській мові: «egipcios» для єгиптян і «gitanos» для ромів в Іспанії, причому «egiptano» є застарілим для обох.
Деякі роми, народи, що походять із північних регіонів індійського субконтиненту, після свого прибуття до Європи або заявляли, що вони єгиптяни для більш прихильного ставлення місцевих європейців, або місцеві європейці приймали їх за єгиптян.

## Ідентифікація
Ідентифікація групи особливо складна в Іспанії з низки причин, які розглядаються нижче.
Проте, можна з упевненістю сказати, що як з точки зору іспанців гітано, так і не- гітано (пайо), особи, які зазвичай вважаються належними до цієї етнічної приналежності, є особами повного або майже повного походження гітано, які також ідентифікують себе як такі.
Елементом, який збиває з пантелику, є повна гібридизація андалузької та ромської культури (а дехто сказав би ідентичності) на народному рівні.
Це сталося до того, що іспанці з інших регіонів Іспанії зазвичай плутають елементи одного з іншим.
Найяскравішим прикладом цього є музика фламенко та севільянас, форми мистецтва, які мають андалузьке походження, а не гітано, але, будучи сильно відзначеними гітано в інтерпретаційному стилі, зараз багато іспанців зазвичай асоціюють із цією етнічною приналежністю. Той факт, що найбільша популяція гітано зосереджена в Південній Іспанії
,
навіть призвів до плутанини між акцентами гітано та акцентами, більш типовими для Південної Іспанії, хоча багато популяцій Кале в північній половині Іспанії (наприклад, Галісія) це не властиво та вони говорять андалузькою іспанською.
.

## Походження
Роми походять із північно-західного Індостану
, 
імовірно, з північно-західного індійського штату Раджастхан

та регіону Пенджаб, який поділяють Індія та Пакистан. 

Лінгвістичні дані незаперечно показали, що коріння ромської мови лежить на Індійському субконтиненті: мова має граматичні характеристики індійських мов і має з ними значну спільну частину основного лексикону, наприклад, частини тіла, розпорядок дня 

і числівники.
Точніше, ромська мова має спільну лексику з гінді та пенджабі. 
Вона має багато спільних фонетичних рис з марварі, а її граматика найближча до бенгальської. 

Лінгвістична оцінка, проведена в XIX столітті Поттом (1845) і Міклошичем (1882–1888), показала, що ромську мову слід класифікувати як новоіндоарійську мову (NIA), а не як середньоіндоарійську (MIA), встановивши, що предки ромів не могли покинути індійський субконтинент значно раніше 1000 року по Р.Х., нарешті досягнувши Європи через кілька сотень років.
Генетичні дослідження 2012 року свідчать про те, що роми походять із північно-західного регіону Індостану. 

Згідно з генетичним дослідженням 2012 року, предки нинішніх племен і кастових популяцій північної Індії, які традиційно називаються «дом», є ймовірними предками сучасних ромів Європи. 